# Ambasciata d'Italia a Parigi
L'Ambasciata d'Italia a Parigi è la missione diplomatica della Repubblica Italiana presso la Repubblica Francese.
La sede dell'ambasciata si trova a Parigi, nell'Hôtel de Boisgelin, in ricordo del prelato che ne fu locatario alla fine del XVIII secolo.